# Progetto Artemis
Il progetto Artemis è un'impresa privata dedicata al volo spaziale con l’obiettivo di stabilire una base permanente e autoportante sulla Luna entro il 2002. Prende il nome da Artemide, la dea della caccia, in alcuni miti la luna e sorella gemella di Apollo (un riferimento al progetto Apollo ). I creatori del progetto, la Lunar Resources Company, costituirono la Artemis Society come ONG senza scopo di lucro nel 1994. Hanno pianificato di coprire i costi sfruttando il valore dell'intrattenimento nella creazione di una colonia lunare. Credevano anche che i loro costi sarebbero stati una piccola parte di ciò che un'agenzia governativa, come la NASA, avrebbe speso.
Il progetto ha studiato anche altri progetti di colonizzazione spaziale, comprese le colonie sulle lune dei pianeti esterni.

## Panoramica
La reference mission fu progettata per fornire infrastrutture sufficienti per creare una piccola base lunare. Nessun hardware di volo è stato costruito.

### Hardware di missione

#### Veicolo di trasferimento lunare

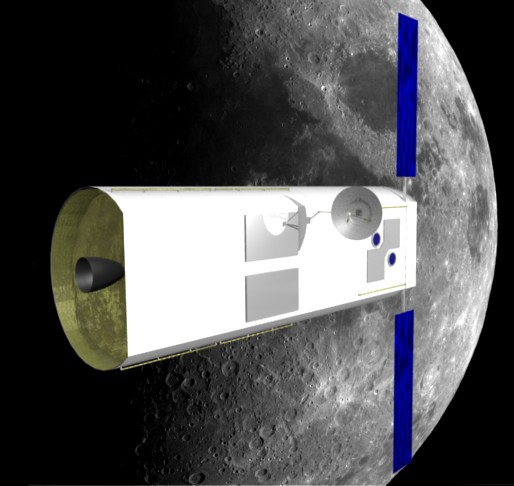
Veicolo di trasferimento lunare in rotta dalla Terra verso la Luna

Il veicolo di trasferimento lunare consisteva in un singolo modulo Spacehab con apparecchiature di comunicazione, pannelli solari e uno stadio aggiuntivo. Il veicolo di trasferimento lunare avrebbe trasportato l'equipaggio durante il viaggio dalla Terra alla Luna. Sarebbe stato lasciato in orbita lunare mentre l'equipaggio scendeva sulla superficie lunare.

#### Habitat lunare d
Habitat della base lunare
L'habitat lunare consisteva in tre moduli Spacehab e uno stadio per la discesa. Avrebbe anche contenuto altre apparecchiature come pannelli solari, radiatori e apparecchiature di comunicazione.

#### Stadio per la salita
La stadio per la salita sarebbe stato utilizzato dall'equipaggio per tornare in un'orbita dalla superficie della Luna. A differenza del modulo lunare del programma Apollo, la stadio di salita non era progettato per mantenere un'atmosfera respirabile all’interno del veicolo. Per questo motivo, una tuta spaziale protettiva sarebbe dovuta essere indossata durante il volo per proteggere l'astronauta.

### Profilo della missione
I principali componenti hardware della missione sarebbero stati assemblati in un'orbita terrestre bassa. Quindi lo stack si sarebbe potenziato in un'orbita lunare. Gli astronauti si sarebbero trasferiti dal veicolo di trasferimento lunare allo stadio di salita. Dopo un deorbit, l'habitat della base lunare e lo stadio di salita sarebbero atterrati sulla superficie lunare. In seguito, l'equipaggio avrebbe disimballato e allestito la nuova base lunare per le operazioni future. Una volta completate le operazioni lunari, l'equipaggio doveva trasferirsi sulla stadio di salita, dove dovevano entrare in un'orbita lunare e attraccare con il veicolo di trasferimento lunare dove sarebbero rimasti per il viaggio di ritorno sulla Terra.

## Progetti futuri
Una volta costruita una base sulla Luna, si sperava che sarebbe stato istituito un hotel lunare. Tuttavia non è noto quanto ciò sarebbe stato economicamente fattibile.